# وعلان جيمسوني
وعلان جيمسوني (الاسم العلمي:Commelina jamesonii) هو نوع من النباتات يتبع جنس الوعلان من الفصيلة الوعلانية.